# Операция «Чарнвуд»
Операция «Чарнвуд» (англ. Operation Charnwood) — наступательная операция британских и канадских войск, проведённая 8—9 июля 1944 года в рамках Нормандской операции Второй мировой войны. В ходе операции союзники намеревались захватить хотя бы часть занятого немцами города Кан, являвшегося важной целью начальных этапов Нормандской операции. Также возлагались надежды на то, что наступление предотвратит переброску немецких танковых соединений в американский сектор, в котором планировалось совершить прорыв немецкой обороны. Британцы и канадцы начали наступление на широком фронте и к вечеру второго дня операции захватили Кан вплоть до рек Орн и Одон.
Операция «Чарнвуд» началась на рассвете 8 июля после массированного налёта бомбардировщиков, уничтожившего большую часть Старого города. Батальоны трёх пехотных дивизий под прикрытием мощного артиллерийского огня атаковали немецкие позиции в северной части Кана. Войска 1-го британского корпуса, поддерживаемые тремя бронетанковыми бригадами, постепенно продвигались, преодолевая сопротивление 12-й танковой дивизии СС «Гитлерюгенд» и 16-й авиаполевой дивизии люфтваффе. К концу дня 3-я канадская, а также 3-я и 59-я британские пехотные дивизии зачистили деревни, находящиеся на их пути, и добрались до окраин Кана. Вступив в город на рассвете следующего дня, союзники встретили сопротивление остатков немецких соединений, начинавших отступление за реку Орн. Ранним утром канадцы захватили аэродром в Карпике, а к 18:00 британские и канадские войска соединились и подошли к северному берегу реки Орн. Британский 1-й корпус прекратил операцию после того, как стало известно, что уцелевшие мосты Кана охраняются противником или непроходимы, а немецкие резервы на противоположном берегу реки готовы дать отпор в случае попытки пересечения мостов.
С тактической точки зрения, несмотря на потери, понесённые корпусом, операция «Чарнвуд» оказалась успешной: северная часть Кана была захвачена, а двум немецким дивизиям, оборонявшим город, был нанесён серьёзный урон. Однако, с оперативной точки зрения результаты операции оказались неоднозначными: немцы вывели за Орн все части, находившиеся к северу от реки, однако добиться срыва прибытия немецких подкреплений на американский фронт не удалось. Немцы смогли организовать сильную линию обороны вдоль двух возвышенностей к югу от города, однако союзники не позволили немцам перехватить инициативу и неделей позже организовали две англо-канадские наступательные операции — «Гудвуд» и «Атлантик», результатом которых стало полное освобождение Кана.

## Военно-оперативная ситуация
Город Кан, расположенный примерно в 10 км от побережья пролива Ла-Манш, был одной из главных целей 3-й пехотной дивизии, высадившейся 6 июня 1944 года на пляже «Сорд». По плану Нормандской операции 2-я британская армия должна была захватить город и установить линию фронта от Комон-л’Эванте до юго-восточных окраин Кана, тем самым захватив аэродромы и обеспечив левый фланг 1-й армии США, пока та двигалась на Шербур. Захват Кана и его окрестностей позволил бы 2-й армии сосредоточить там силы для броска на юг и захвата Фалеза, который в свою очередь можно было бы использовать как опорную точку при продвижении к Аржентану и реке Тук. Союзные войска в Нормандии значительно превосходили немцев в количестве танков и моторизованных частей и потому старались создать условия для стремительного наступления. В этом смысле территория между Каном и Вимоном была особенно привлекательна для союзников, поскольку представляла открытую и сухую местность, удобную для наступления.
3-я дивизия высадилась на берег в соответствии с планом, но скопление большого количества войск на побережье затруднило их развёртывание, из-за чего дивизия не смогла сходу штурмовать Кан. Передовые части дивизии пришлось остановить недалеко от окраин города. Последующие атаки оказались безуспешными, поскольку немцы укрепили оборону Кана прибывшей 12-й танковой дивизией СС «Гитлерюгенд». Британцы прекратили лобовые атаки и 7 июня организовали операцию «Перч». Целью операции, проводимой силами 1-го и 30-го корпусов, было окружение Кана с востока и запада. Однако, эта операция также не удалась: 1-й корпус, наносивший удар южнее реки Орн, был остановлен 12-й танковой дивизией, а 30-й корпус, наступавший западнее Кана, возле Тийи-сюр-Сёль остановило упорное сопротивление немецкой Учебной танковой дивизии. 7-я британская бронетанковая дивизия попыталась вынудить Учебную дивизию отступить, 13 июня ударив немцам во фланг, в направлении возвышенности у Вилле-Бокажа. Завязавшийся танковый бой длился весь день и закончился отводом авангарда 7-й дивизии. Учебная танковая дивизия удерживала позиции до 19 июня — в тот день британский 30-й корпус смог овладеть Тийи-сюр-Сёль.

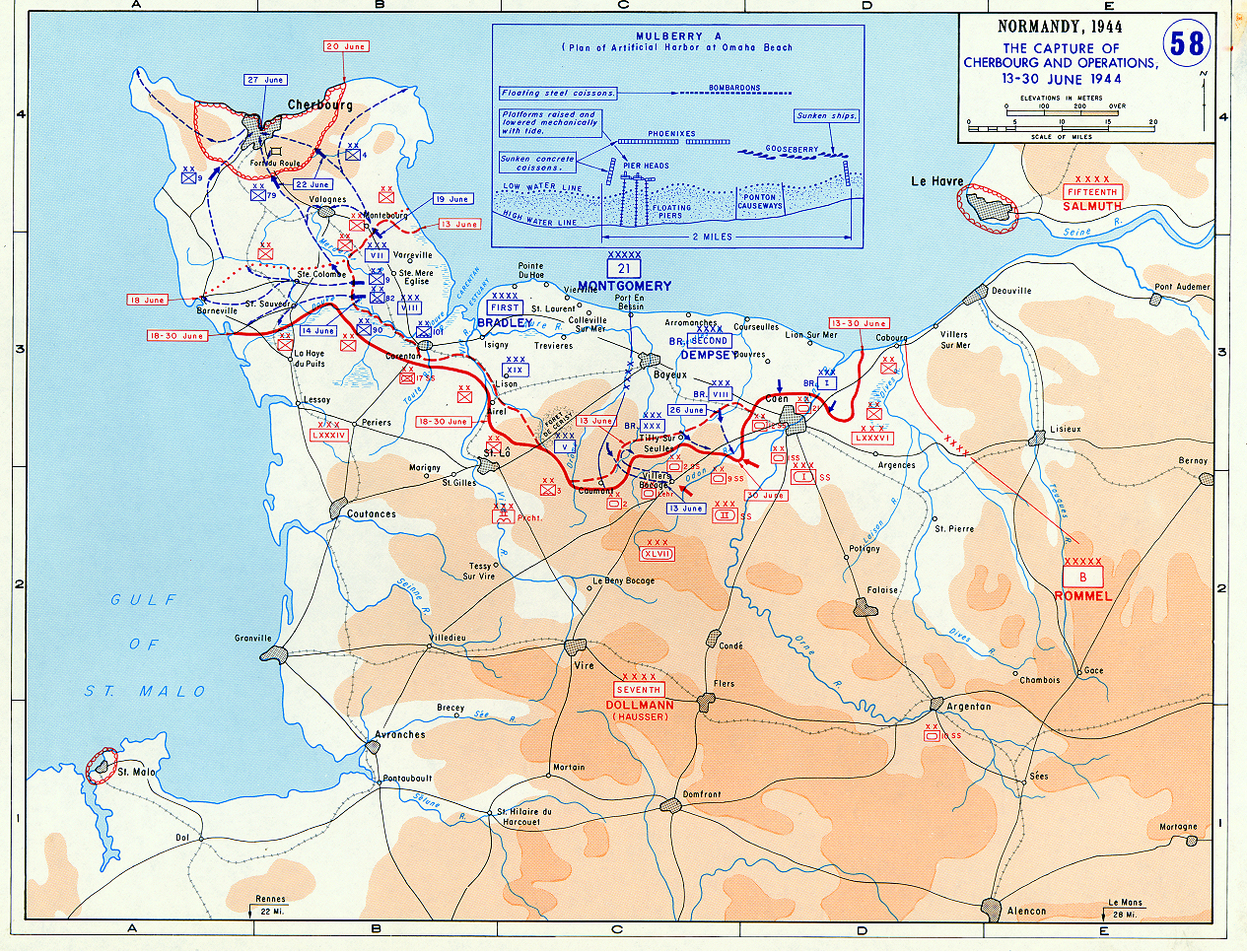
Плацдарм союзников в Нормандии к 1 июля 1944

Следующее британское наступление, осуществлённое силами 8-го корпуса, началось 26 июня (операция «Эпсом»). Днём ранее британцы провели операцию «Мартлет», целью которой было прикрытие правого фланга 8-го корпуса. В ходе операции «Эпсом» войска 8-го корпуса пошли в наступление между Карпике и Роре на фронте шириной 6,4 км. После пересечения рек Орн и Одон корпусу было предписано наступать на возвышенность возле Бретвиль-сюр-Лез. Немцам удалось сдержать наступление англичан, бросив в бой все имевшиеся у них силы, включая 9-ю и 10-ю танковые дивизии СС 2-го танкового корпуса СС, недавно прибывшие в Нормандию для атаки позиций союзников у Байё.
На следующий день, 27 июня, войска 3-й пехотной бригады, при поддержке стаффордширского полка и танков из состава 79-й бронетанковой дивизии, начали операцию «Миттен». Целью операции был захват двух занятых немцами шато: Ла-Лонде и Ле-Ландель. Вечерняя атака, возглавленная южно-ланкаширским полком, была отбита, однако атаки, организованные на следующее утро, оказались успешнее. При захвате шато были уничтожены несколько немецких танков. Потери британцев составили по меньшей мере три танка и 268 человек. Историк Норман Скарф утверждает, что будь операция «Миттен» более успешной, то 9-я бригада при поддержке 9-й канадской пехотной бригады смогла бы начать операцию «Аберлор» — амбициозный план захвата деревень Эпрон, Галмаш, Ла Бижуд, Оти и Кюсси. Однако этот план был отвергнут командиром 1-го корпуса генерал-лейтенантом Джоном Крокером. Историк Терри Копп называет бои за эти шато «самой кровавой квадратной милей во всей Нормандии».
Ввиду того, что после союзнических операций стратегическое значение города Кан ослабло, генерал-фельдмаршал Герд фон Рундштедт, командующий немецкими войсками на западе, 1 июля приказал войскам оставить город. Рундштедт намеревался перевести основные танковые дивизии на американский фронт, однако Верховное главнокомандование Вермахта считало Кан и его окрестности ключевой точкой в немецкой обороне в Нормандии. Было решено удерживать территорию от Ла-Манша до западных берегов реки Орн. Гитлер отреагировал на решение Рундштедта смещением последнего с должности и заменой его на генерал-фельдмаршала Гюнтера фон Клюге. Узнав позицию командования по вопросу, фельдмаршал Бернард Монтгомери, командующий силами союзников, поставил перед предстоящей операцией «Чарнвуд» две цели: захватить Кан и предотвратить крупномасштабную передислокацию немецких войск с англо-канадского сектора на американский фронт. 4 июля 3-я канадская пехотная дивизия начала операцию «Виндзор», предусматривающую захват Карпике и прилегающего к посёлку аэродрома. Канадцам противостояли войска 12-й танковой дивизии СС. 5 июля Карпике был захвачен, аэродром остался в руках немцев.

## Планирование и приготовления

### Войска союзников

Расположение войск перед началом операции.

Кан не удалось взять фланговым манёвром, после чего Монтгомери решил перейти во фронтальное наступление. С момента высадки в Нормандии стратегическое значение Кана значительно уменьшилось, однако Монтгомери
стремился захватить французскую коммуну Бургебюс и господствующую высоту к югу. 5 июля был отдан приказ о проведении операции «Чарнвуд». Начало операции было назначено на 4 часа 20 минут утра 8 июля, за полтора часа до рассвета.
Цель операции «Чарнвуд» состояла в освобождении Кана от немцев с выходом на рубеж реки Орн. В случае успешного развития операции атакующие войска должны были форсировать реку и захватить плацдармы в южной части Кана. Для достижения последней цели была сформирована бронетанковая колонна, которой предстояло прорваться через весь город и с ходу захватить мосты. Командование надеялось, что 1-й корпус воспользуется ситуацией и пройдёт через южную часть Кана в направлении на Верьер и Бургебюс, тем самым прокладывая путь 2-й британской армии для продвижения на Фалез. Историк Роджер Сирилло, однако, указывает на то, что операция была направлена именно на зачистку города, так как, с его точки зрения, для войск, на пути которых стояли такие препятствия, как река и Орнский канал, быстрое продвижение было «по всей вероятности, невозможно».
1-му корпусу генерал-лейтенанта Джона Крокера предстояло пробиваться к рекам Орн и Одон. 3-я пехотная дивизия, при поддержке 33-й бронетанковой бригады, должна была атаковать с северо-востока. 59-й пехотной дивизии, при поддержке 27-й бронетанковой бригады, предстояло нанести удар с севера. С северо-запада должна была нанести удар 3-я канадская бронетанковая дивизия, которой предстояло наступать при поддержке 2-й канадской бронетанковой бригады. Для максимального натиска на обороняющиеся немецкие войска, 8-й корпус был переведён в состояние 24-часовой готовности, чтобы поддержать атаку к западу от Кана.
В свете частичного успеха, достигнутого канадскими войсками в ходе операции «Виндзор», было решено проводить операцию «Чарнвуд» на широком фронте, чтобы увеличить давление на оборону противника и рассредоточить его оборонительный огонь. В процессе разработки операции, Главным командованием союзных сил было предложено задействовать авиацию; Монтгомери согласился и одобрил участие в операции бомбардировщиков. Британским тяжёлым бомбардировщикам было предписано атаковать Кан в ночь перед штурмом, причём 15 % бомб должны были составлять бомбы замедленного действия. Вслед за тяжёлыми бомбардировщиками должны были пойти лёгкие, а после них, утром в день операции, — американские бомбардировщики.
Наступление должны были поддержать эскадрильи истребителей-бомбардировщиков «Тайфун», монитор «Робертс», лёгкие крейсеры «Белфаст» и «Эмеральд», а также линкор «Родни», вооружённый 406-мм орудиями. Артиллерия пяти дивизий в количестве 656 орудий должна была бомбардировать немецкие позиции на юге города. По плану перед началом пехотного наступления на город должно было быть сброшено 2000 тонн бомб. Так как часть немецких позиций находилась достаточно близко к позициям союзников, и существовал серьёзный риск возникновения «дружественного огня», было решено сместить район авиационной бомбардировки на 5.5 км к югу, то есть, к самому южному краю основных немецких оборонительных укреплений в городе. После длительной ковровой бомбардировки три упомянутые выше пехотные дивизии должны были пройти через укреплённые деревни, расположенные недалеко от города, и двигаться прямо в северные районы Кана.

### Немецкие войска

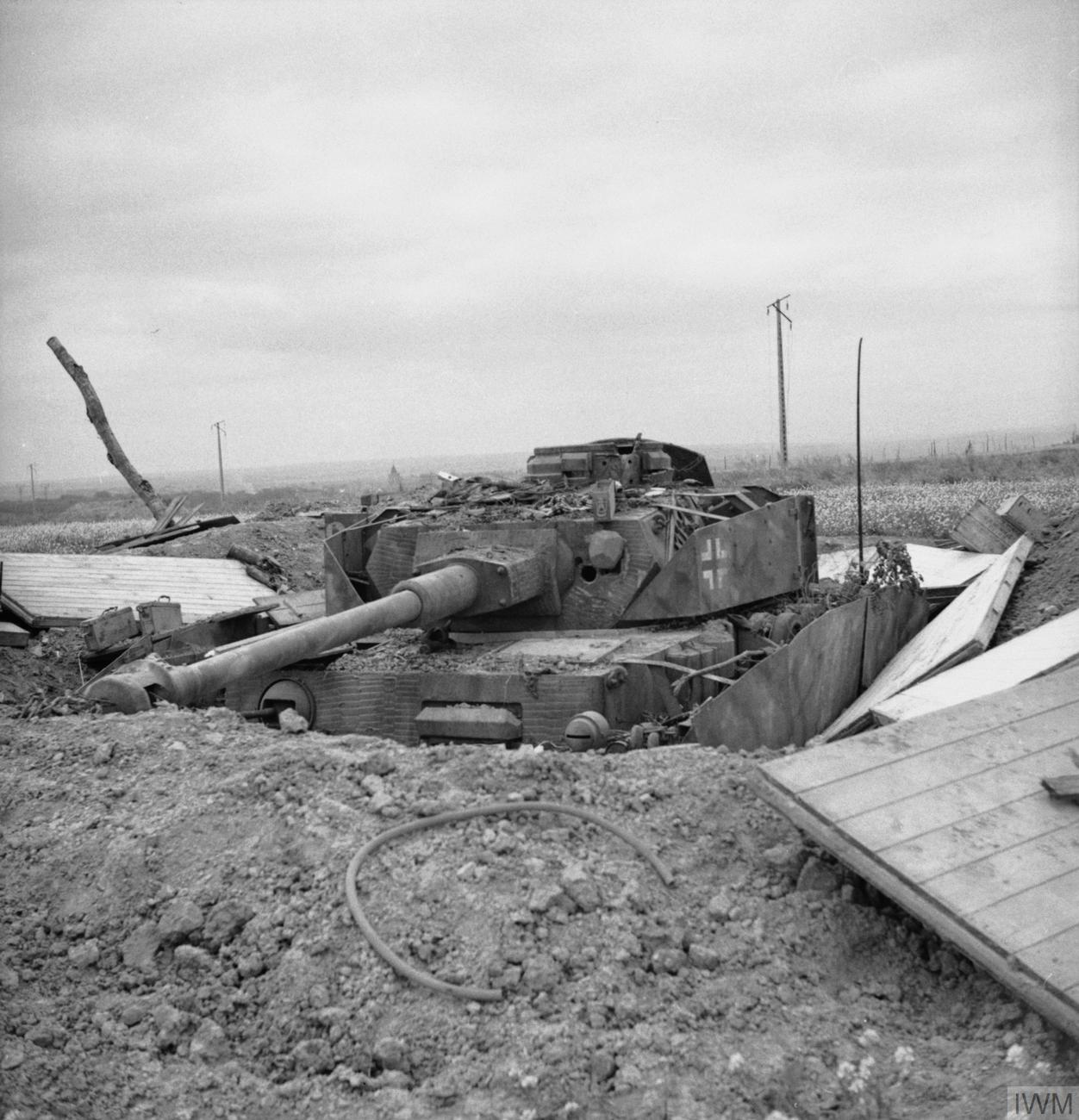
Танк Pz IV на оборонительной позиции. Окрестности Кана, 13 июля 1944 г.

Кан обороняли две немецкие дивизии: 12-я танковая дивизия СС «Гитлерюгенд» из состава 1-го танкового корпуса СС и 16-я авиаполевая дивизия люфтваффе из состава 86-го корпуса. Немецкое командование ожидало предстоящий штурм города, вскоре за которым должно было последовать наступление союзников в долине Одон по направлению к реке Орн. 12-я танковая дивизия СС штандартенфюрера Курта Мейера состояла из трёх гренадёрских полков, один из которых (1-й гренадёрский полк СС) был временно передан 12-й дивизии из состава 1-й танковой дивизии СС «Лейбштандарт СС Адольф Гитлер». Дивизия, располагавшая 61 исправным танком, удерживала северо-западные подходы к Кану, обороняя город и аэродром Карпике от действовавших на этом участке фронта частей 3-й канадской и 59-й британской пехотных дивизий.
Главная немецкая оборонительная позиция представляла собой девятикилометровую дугу из деревень, простиравшуюся с северо-востока на запад. Оборону на этой позиции держали 25-й гренадёрский полк СС и часть подразделений 12-го танкового полка СС. Подразделения 26-го гренадёрского полка СС удерживали западный фланг, сконцентрировав свои основные силы, включавшие миномётные батареи и несколько танков, в районе аэродрома Карпике. 1-й гренадёрский полк СС занимал территорию от Франквиля до западной окраины Этервиля; деревни были укреплены вкопанными в землю танками и штурмовыми орудиями. Длина этой оборонительной линии составляла около 4,5 км. Кроме того, оборонительную линию усилили противотанковыми рвами, орудийными гнёздами, минными полями и другими инженерными преградами. Остальные силы дивизии вместе с 35-ю танками 12-го полка находились в резерве в южной, северной и западной частях города. Командный пункт дивизии разместился в центре Кана, а бо́льшая часть дивизионной артиллерии была отведена за Орн.
16-я авиаполевая дивизия не имела боевого опыта и лишь недавно прибыла в Нормандию, чтобы сменить 21-ю танковую дивизию на позициях в районе Кана и к востоку от Канского канала. Личный состав авиаполевой дивизии был плохо обучен, дивизия испытывала нехватку противотанкового вооружения. Для исправления последнего недостатка авиаполевой дивизии был передан танковый батальон из состава сменяемой 21-й танковой дивизии. Подразделения авиаполевой дивизии были размещены по обеим сторонам Орна, при этом три батальона удерживали деревни к северу от Кана. 1-я танковая дивизия СС была расположена примерно в 8 км южнее Кана, вместе с полком 88-мм орудий из 3-го корпуса ПВО. 2-й танковый корпус СС находился западнее, при этом, 10-я танковая дивизия СС «Фрундсберг» была расположена в 3 км к юго-западу от города.

## Предварительные удары

Бомбардировщик «Галифакс» пролетает над горящим Каном на следующий день после ночного авианалёта.

В ночь на 7 июля 467 тяжёлых бомбардировщиков «Ланкастер» и «Галифакс», составлявшие тогда половину всей мощи британской бомбардировочной авиации, сбросили на Кан более 2000 тонн бомб. Бомбардировка была предпринята, в основном, для содействия продвижению англо-канадских войск, а также для предотвращения отступления войск противника из Кана или прибытию в город подкреплений. Второстепенной задачей являлось подавление немецких укреплений. С последней задачей бомбардировщики, в целом, не справились: две главные позиции немецкой пехоты и танков остались невредимыми. Несколько танков было повреждено и временно выведено из строя, два танка PzKpfw IV 12-й танковой дивизии были уничтожены. Однако, командующий 2-й британской армией генерал Майлс Демпси был более заинтересован в поднятии морального духа своих войск, чем в нанесении ущерба противнику.
Бомбардировщики из 625-й эскадрильи Королевских ВВС должны были сбросить целеуказывающие бомбы, задав тем самым зону для бомбардировки. Перед вылетом экипажи были проинструктированы о недопустимости смещения зоны к позициям собственных войск, что случалось ранее. В сочетании с излишней предосторожностью, проявленной при планировании налёта, это предупреждение привело к тому, что целеуказывающие бомбы были сброшены ближе к центру Кана — вдали от немецких позиций. К 22:00 7 июля бомбардировщики улетели, оставив 80 % северной части города в руинах. Университет Кана был сильно разрушен, начался пожар, быстро распространившийся на соседние здания. В 22:50 над городом появились шесть эскадрилий скоростных бомбардировщиков «Москито», начавшие охоту на одиночные цели. Спустя десять минут ударили 636 артиллерийских орудий шести атакующих дивизий, поддержанные огнём линкора «Родни» и других кораблей. Продолжительная артподготовка наступления была усилена огнём артиллерии 8-го корпуса, начавшего обстрел деревень к северу от Кана с целью уничтожить немецкие укрепления до того, как в город войдёт пехота.

## Битва

### 8 июля
В 4:30 утра 8 июля артиллерия 1-го и 8-го корпусов перенесла огонь вглубь линии немецкой обороны, вдоль путей наступления 3-й канадской и 59-й британской пехотных дивизий. По мере того, как бронетехника и пехота выдвигались со своих первоначальных позиций, артиллерийский огонь продвигался вместе с ними, концентрируясь на немецких позициях перед наступающими англо-канадскими войсками; четыре батальона и два бронетанковых полка союзников продвигались на двухбригадном участке фронта. В 7:00 над полем боя появились 192 бомбардировщика «Мародер», однако, из-за высокой облачности, создававшей проблемы с видимостью, только 87 самолётов смогли провести бомбардировку, сбросив при этом 133 тонны бомб. Некоторые бомбы попали в штаб-квартиру 12-й дивизии СС, находившуюся на территории женского аббатства.

3-я пехотная дивизия продвигается через пшеничное поле в ходе последнего наступления на Кан.

Несмотря на то, что ни одна из дивизий не успела выполнить свою боевую задачу, в 7:30 Крокер начал вторую фазу операции. 26-й гренадёрский полк СС всё ещё контролировал высоту возле аэродрома Карпике, находящегося на правом фланге наступающих войск. На левом фланге британским войскам удалось основательно продвинуться, так как оборона 16-й авиаполевой дивизии люфтваффе была относительно слабой. Британцы атаковали деревню Лебаси и быстро прошли через неё, однако, когда дивизия достигла деревни Эрувиль-Сен-Клер бои усилились. Командующий танковой группой «Запад» генерал Генрих Эбербах, озабоченный состоянием авиаполевой дивизии, приказал 21-й танковой дивизии передислоцироваться к северо-востоку от Кана, чтобы поддержать солдат люфтваффе. Манёвр был замечен британцами, и в тот момент, когда подразделения 21-й дивизии попытались пересечь канский канал, по немецким войскам был открыт огонь морской артиллерии. Опасаясь возможных тяжёлых потерь, Эбербах отменил манёвр.
В центральной части фронта, в деревнях Гальманш и Ла Бажюд, 59-я пехотная дивизия встретила гораздо более упорное сопротивление со стороны 12-го танкового полка СС. Особо тяжёлые потери понесла британская 176 пехотная бригада у Ла Бажюд — одна из рот потеряла всех своих старших офицеров, когда немецкие зенитные батареи (используемые в качестве противотанковых) предотвратили вступление в деревню танковых подкреплений союзников. Тем временем, наступавшая неподалёку 197-я бригада обошла Гальманш и к полудню достигла Сент-Конте.
К западу, части 9-й пехотной бригады, относившейся к 3-й канадской пехотной дивизии, оказались вовлечёнными в тяжёлые бои в районе деревни Бюрон, которую обороняли 200 человек из 12-й дивизии СС. При поддержке 10-го канадского бронетанкового полка, Бюрон был взят к полудню, но при этом атаковавшие роты 9-й бригады потеряли ранеными и убитыми до 60 % своего личного состава. Южнее Бюрона 12-я дивизия попыталась контратаковать, используя танки Pz IV и Пантера, но атака была отбита при помощи противотанковых самоходно-артиллерийских установок «Ахиллес» и противотанковых пушек калибра 76.2 мм 245-й батареи 62-го противотанкового полка. В этой успешной противотанковой атаке англичане уничтожили тринадцать немецких танков, потеряв лишь четыре «Ахиллеса». Деревня Груши была захвачена относительно легко: по пути в Оти 7-ю канадскую бригаду встретил лишь миномётный и артиллерийский огонь. Захват Оти способствовал наступлению 59-й дивизии на Сен-Конте, после захвата которой путь на Кан был открыт. В ходе третьей фазы операции, 7-я бригада подошла к бывшему штабу 12-й дивизии СС в Арденнском аббатстве и к полуночи захватила его.
3-я британская пехотная дивизия оттеснила 16-ю дивизию люфтваффе и приближалась к окраинам Кана с северо-востока. К 19:15 и Майер и Эбербах приказали эвакуировать остатки дивизии люфтваффе и всю тяжёлую технику 12-й дивизии СС через реку Орн в южную часть Кана. Ранним вечером, всё ещё воюя против соединений 59-й и 3-й пехотных бригад, 12-я дивизия СС начала отход со своих позиций, оборона которых далее казалась невозможной. Сообщения об этом отступлении дошли до англо-канадского командования, однако, у патрулей, прощупывавших немецкие прифронтовые позиции, создалось ошибочное впечатление, что никакого отвода войск не происходит.

### 9 июля

Солдат 1-го корпуса укрывается от огня на улицах города.

Британские и канадские войска начали входить в город на рассвете 9 июля. Ранним утром в руки союзников наконец перешёл аэродром в Карпике — он был занят после того, как солдаты 3-й канадской пехотной дивизии обнаружили, что 26-й гренадёрский полк СС отступил ночью. В связи с тем, что положение немецких войск севернее реки Орн становилось всё более опасным, соединения 21-й танковой боевой группы и оставшиеся полки 12-й дивизии СС начали медленный отход на юг к деревням Бургебюс и Верьер. К полудню солдаты 3-й британской пехотной дивизии достигли северного берега Орн, по пути уничтожив практически все соединения 16-й авиаполевой дивизии, занимавшие позиции западнее реки. Спустя несколько часов, британцы и канадцы встретились в центре города, и к 18:00 вся северная часть Кана уже находилась в руках союзников. Таким образом, все боевые задачи 1-го корпуса были выполнены. Некоторые мосты через Орн остались невредимыми, но они оказались или заваленными грудами камней, или охраняемыми немецкими войсками, занявшими позиции южнее реки. Эти войска готовились дать отпор любому последующему наступлению.
В 12-й дивизии СС (численность её пехотных соединений после сражения сократилась до батальона) заявили, что за два дня боёв её солдаты уничтожили 103 британских танка, потеряв 20 своих. Войдя в Кан, англо-канадские войска нашли город в руинах. После бомбардировок 7 июля уцелела примерно пятая часть Старого города. Завалы, парализовавшие всякое движение на улицах, не позволили британским танковым соединениям пройти через северную часть города, что помешало 2-й армии развить успех, достигнутый 1-м корпусом. Без обладания территорией, окружающей южную часть города, дальнейшее продвижение в Кане было невозможно, поэтому к полудню 9 июля операция «Чарнвуд» была завершена.

## Последовавшие события

### Операция «Юпитер»

Солдаты 43-й (уэссекской) пехотной дивизии укрываются от миномётного огня в ходе операции «Юпитер».

10 июля 43-я пехотная дивизия атаковала позиции 10-й танковой дивизии СС «Фрундсберг», находящиеся на высоте 112, к юго-западу от Кана. Атаке предшествовала двухдневная бомбардировка немецких позиций, поддерживаемая корабельной артиллерией и самолётами «Hawker Typhoon» британских ВВС. Целью наступления был обход Кана с запада и оттеснение войск 10-й дивизии — все эти действия должны были способствовать созданию плацдарма, с которого 2-я британская армия могла бы наступать дальше.
На рассвете 10 июля 43-я дивизия пошла в наступление при поддержке двух бронетанковых бригад. К 8:00 британские танки и пехота уже были вовлечены в бои с 10-й танковой дивизией и начали подъём на высоту 112; тем же утром был занят Этервиль. В то время как 43-я дивизия и 4-я бронетанковая бригада развивали своё наступление, командующий 5-й танковой армией генерал Эбербах принял решение о том, что «высота 112 является ключевой точкой к западу от Кана, поэтому её нужно удержать». Для удержания высоты были выделены 1-я танковая дивизия СС, а также 102-й тяжёлый танковый батальон СС. 4-я бригада достигла вершины, но вечером была контратакована остатками 1-й и 12-й танковых дивизий СС.
На следующий день, по прибытии противотанковых соединений из 2-й армии, британское наступление возобновилось; в боях с контратакующим 102-м танковым батальоном эти соединения понесли тяжёлые потери. Высота была на короткое время занята лёгким пехотным полком герцога Корнуольского, но днём, при следующей немецкой контратаке, британцы вновь утеряли контроль над ней. К вечеру 11 июля обе стороны были истощены — наступило затишье. За два дня боёв 43-я пехотная дивизия и 4-я бронетанковая бригада потеряли около двух тысяч человек.

### Общие последствия

В освобождённом городе: одни из первых солдат, вошедших в Кан, позируют с местными жителями. 9 июля 1944 г.

После того, как вся часть Кана, находящаяся к северу от реки Орн, перешла в руки союзников, начались операции по разминированию; на улицы города для расчистки завалов вышли бульдозеры. Также в Кан прибыл конвой грузовиков для снабжения мирного населения предметами первой необходимости. 10 июля на городом был поднят французский флаг, а спустя три дня на площади Сен-Мартен состоялся парад, во время которого был поднят второй флаг под звуки шотландских волынок, игравших «Марсельезу».
Роммель и Эбербах сосредоточили свои позиции в южной части города и её окрестностях, при этом силы 1-й, 12-й и 9-й танковых дивизий СС превратили возвышенности Верьер и Бургебюс во внушительные оборонительные барьеры. Задействовав все свои танковые резервы, Роммель переправил остатки 708-й, 276-й, 277-й и 272-й пехотных дивизий на англо-канадский фронт. 8 июля он отправил на американский фронт остатки учебной танковой дивизии «Панцерлер» и 2-й танковой дивизии СС «Рейх». «Панцерлер», в начале кампании одно из самых мощных танковых соединений в немецкой армии, к этому времени превратилась в небольшое число боевых групп и как дивизия фактически перестала существовать. 17 июля штабной автомобиль Роммеля был обстрелян британскими истребителями, при этом фельдмаршал получил тяжёлые ранения и был отправлен в госпиталь. Два дня спустя на посту командующего группой армий «B» его сменил фельдмаршал Гюнтер фон Клюге. Роммель больше не вернулся в Нормандию: он был обвинён в соучастии в заговоре 20 июля и был вынужден покончить жизнь самоубийством 14 октября.

Королевские военные инженеры прочёсывают руины Кана в поисках мин. 10 июля 1944 г.

Захват Кана позволил командующему 1-й армией США генералу Омару Брэдли ускорить создание плана прорыва. Вскоре после операции «Чарнвуд» 7-й американский корпус атаковал немецкие позиции в Сен-Ло, которые 2-й танковой дивизии СС предписывалось «удерживать любой ценой». 18 июля, после восьми дней боёв, в ходе которых было уничтожено 95 % зданий города, 7-й корпус взял Сен-Ло, ценой потери 5000 человек.
В тот же день 2-я армия Майлса Демпси, задействовав около 1200 танков, начала операцию «Гудвуд» — крупнейшее танковое сражение в британской военной истории. Впереди шли три бронетанковые дивизии 8-го корпуса генерала Ричарда О’Коннора, поддерживаемые 1-м корпусом Джона Крокера. После предварительного удара, нанесённого 1056 тяжёлыми бомбардировщиками, три бронетанковые дивизии стали штурмовать немецкие позиции к северу от Бургебюса, однако, после успешно пройденных первых 11 км, британцы встретили сильное сопротивление, и занять высоту им так и не удалось. Тем временем, 2-й канадский корпус генерала Гая Симондса начал наступление на Верьер (операция «Атлантик»). 2-й корпус попал на сильно обороняемый участок: за семь дней боёв канадцы потеряли 2800 человек, а возвышенность у Верьер осталась в руках немцев до 8 августа.

## Анализ операции
Британский военный историк Энтони Бивор считает, что победа союзников в операции «Чарнвуд» была неполной. Несмотря на взятие значительной части Кана, британцам и канадцам не удалось создать плацдарм для наращивания военного присутствия союзников; костяк 1-й канадской армии всё ещё находился в Великобритании, ожидая отправки в Нормандию. Его американский коллега, Карло Д’Эсте, утверждает, что проведение операции, без сомнения, улучшило положение 2-й армии, однако возвышенность южнее города оставалась в руках немцев и это делало захват Кана бесполезным. Он пишет, что захват города оказался слишком незначительной и запоздалой победой. Австралийский военный корреспондент Честер Уилмот в какой-то степени разделяет эту точку зрения, утверждая, что для поддержания войсками Монтгомери постоянной угрозы оккупированному немцами Парижу, захват южного Кана, с его фабриками и транспортной сетью, был бы более значительным успехом. Историки Джон Бакли и Терри Копп замечают, что к тому времени, когда город был занят, немцам, ослабленным сражениями конца июня и начала июля, всё же удалось построить оборонительные позиции на возвышенности южнее Орн. Эти позиции препятствовали выходу союзников на оперативный простор фалезской равнины. Копп в своей более поздней работе пишет, что проведя операцию «Чарнвуд», 2-я британская армия одержала важную оперативную победу.
Сразу после завершения операции главнокомандующий союзными силами, генерал Дуайт Эйзенхауэр выразил сомнение в возможности осуществить прорыв: ему казалось, что немцы всё ещё в состоянии держать союзников запертыми в Нормандии. Монтгомери не разделял пессимизма своего командира — по его мнению, упорство обороняющихся немцев вовсе не свидетельствовало о долговечности обороны. Фельдмаршал Эрвин Роммель, по-видимому, придерживался того же мнения: он сказал подполковнику Цезарю фон Хофакеру, что линию фронта во Франции можно будет удерживать ещё только три недели. Хофакер являлся членом немецкого сопротивления и был связан с заговором о покушении на Гитлера. По мнению историка Саймона Трю, эти слова Роммеля привели к тому, что была установлена точная дата планировавшегося покушения.

Британский солдат несёт девочку через разрушения в Кане. 10 июля 1944 г.

Значительные потери, понесённые при обороне в июне, привели к серьёзным и болезненным переменам в немецком командовании. 1 июля командующего танковой группой «Запад» Лео фон Швеппенбурга сменил на посту Генрих Эбербах. Фон Швеппенбург был смещён за несогласие с позицией Гитлера по вопросу ведения кампании. Вскоре последовала отставка командующего Западного командования вермахта — Герда фон Рундштедта. Вечером в ходе телефонного разговора с начальником штаба верховного главнокомандования вермахта генерал-фельдмаршалом Вильгельмом Кейтелем он посоветовал: «Заключайте мир, глупцы». Когда Рундштедту пришлось давать объяснения по поводу одобрения рекомендаций Шлеппенбурга об отступлении, он ответил: «Если вы подвергаете сомнению то, что мы делаем, то приезжайте сюда и разбирайтесь с этим бардаком сами». На следующий день, после того как ему было сообщено, что, возможно, «его здоровье не позволяет ему справляться с обязанностями», Рундштедт ушёл с должности главы Западного командования; его сменил Гюнтер фон Клюге. Кровопролитные бои в районе Кана и у Сен-Ло вскоре убедили Эбербаха и Клюге в том, что их предшественники были правы. Германские войска понесли тяжёлые потери, что привело к тому, что Гитлер был вынужден приказать группе армий «В» временно прекратить попытки контратаковать и перейти к обороне до тех пор, пока на фронт не прибудет достаточное подкрепление.

Расчёт британского 6-фунтового противотанкового орудия и два танка «Шерман» у церкви святого Пьера. 10 июля 1944 г.

Саймон Трю утверждает, что захват северной части Кана оказал психологическое влияние на французское население, убедив его в том, что союзники прибыли «всерьёз и надолго», и что освобождение Франции не заставит себя ждать. Потери союзников со дня высадки по день завершения операции «Чарнвуд» составили более 30 000 человек, не считая эвакуированных по болезни или страдающих от физического и психологического истощения. Джон Бакли считает, что идея операции Чарнвуд была хорошей, однако её замысел оказался лучше воплощения, на которое повлияло политическое давление, оказываемое на 21-ю группу армий — требовали результативности. В отличие от Бакли, Трю считает, что план широкомасштабного наступления по всему фронту сработал, что предотвратило сосредоточение всей мощности огня немецких войск на отдельных наступающих союзнических подразделениях. Трю полагает, что в операции был достигнут быстрый прорыв, но соглашается с тем, что эта битва является одной из самых сложных во всей кампании.

### Бомбардировка Кана
Одним из наиболее спорных решений, принятых в ходе операции, явилась бомбардировка Кана. Британский историк Макс Гастингс пишет, что многие оценивают тот авианалёт как «одну из самых бесполезных воздушных атак во всей войне»; Энтони Бивор согласен с этой оценкой и называет бомбардировку «катастрофой». Историк Майкл Рейнольдс описывает её результаты как «жалкие». Карло Д’Эсте утверждает, что бомбёжка не только не помогла 1-му корпусу справиться с задачей, но и помешала ему, затруднив продвижение войск через город. Историк цитирует коммодора Кингстона-Макклафри и Солли Цукермана, которые провели в захваченном Кане исследование результатов авианалёта и пришли к выводу, что в ходе бомбёжки не было разрушено ни одного важного военного объекта противника; союзники не смогли нанести урон ни живой силе немцев, ни их танкам. Кроме того, были опрошены солдаты из 3-й дивизии — по сообщениям, они недоумевали из-за того, что в небо было поднято так много бомбардировщиков.
Вместе с тем, есть и противоположные мнения. Историк 3-й дивизии Норман Скарфе с приведёнными выше доводами не согласен: он утверждает, что в результате воздушного налёта солдаты «…впервые вздохнули свободно. Полная поддержка со стороны ВВС придала им мужества … и люди были ободрены». Канадский историограф Чарльз Стейси занимает схожую позицию, ссылаясь на то, что после налёта из некоторых канадских соединений рапортовали о подъёме боевого духа среди солдат. Уилмот считает, что именно по этой причине бомбардировка была важна: авианалёт повысил боевой дух солдат 2-й армии и, соответственно, понизил его у обороняющихся немецких войск. Отчёт разведки 21-й группы армий, составленный на показаниях пленных немцев, вообще называет авиарейд «решающим»: по сообщениям, в ходе налёта был уничтожен штаб пехотного полка люфтваффе, располагавшегося к северу от Кана, а немецкие войска на позициях севернее города на следующее утро оказались отрезанными от снабжения продовольствием и боеприпасами.
Питер Грей пишет, что авианалёт оказал воздействие на боевой дух обеих сторон, но оно было лишь временным. Официальный британский историограф кампании, Л. Ф. Эллис, вместе с Трю и Бадси предлагают альтернативный взгляд на бомбардировку: целью рейда было повреждение линий снабжения в городе, что блокировало возможность прибытия подкреплений противника и препятствовало отступлению на юг (за реку Орн) обороняющихся в городе немецких войск. В конечном счёте, Питер Грей заключает, что никто «не может дать удовлетворительный ответ на вопрос „почему“ город был подвергнут бомбардировке».

Британский солдат проводит пожилую женщину через разрушения в освобождённом Кане.

Анализ, проведённый британскими специалистами по исследованию операций, показал, что бомбардировка первой цели, находящейся к северо-западу от Кана, была проведена достаточно точно: центр 90-процентной зоны (зоны, в которую упало 90 % бомб) оказался всего в 200—300 м к востоку от цели. Изучение захваченной территории выявило, что немецкой стороне действительно был нанесён некоторый ущерб: в частности, были найдены обломки 10 из 40 грузовиков, находившихся в том районе на момент бомбардировки. 48 часов, прошедшие с момента авианалёта до захвата территории союзниками, позволили немцам оправиться от первоначального шока и спасти некоторую часть повреждённого снаряжения. При изучении второго района бомбардировки, названного «Северный Кан», 90-процентную зону определить не удалось, однако было отмечено, что бомбёжка этого района привела к значительной задержке в продвижении как союзнического, так и немецкого военного транспорта: дороги были перекрыты воронками и завалами. Специалисты пришли к выводу, что общий успех операции «Чарнвуд» мало зависел от бомбардировки, вместе с тем, были выработаны некоторые рекомендации по более эффективному применению бомбардировщиков. Советовалось применять бомбы мгновенного действия, сбрасывать большее количество небольших противопехотных бомб, а также осуществлять вслед за бомбардировкой немедленное продвижение сухопутных войск, для того, чтобы максимально воспользоваться замешательством противника. Советы были приняты, а их ценность для проведения эффективной стратегической бомбардировки была продемонстрирована в последующих операциях союзников, таких как операция «Кобра», операция «Трактэбл» и операция «Тоталайз».

Последствия бомбардировки Кана.

Британцы поначалу определили число погибших при авианалёте гражданских лиц в 6000 человек, однако, прикреплённый к 21-й группе армий советский военный корреспондент подполковник Краминов заявил, что число потерь составляет около 22000. Это заявление позже использовалось французскими коммунистами в послевоенной антибританской пропаганде. Было проведено расследование, результаты которого показали, что всего при проведении операции погибло около 300—400 французов. Между тем, несмотря на пережитую бомбардировку, население Кана демонстрировало неподдельную радость и облегчение. Многие солдаты нашли встречу очень трогательной, французы вспоминают, что «весь Кан вышел на улицы, чтобы встретить их». Хотя Эллис называет приветствие «жалким», ни в одном соединении союзников, вошедшем в город, не возникло претензий. Стейси утверждает, что жители города были «очень рады видеть свой город освобождённым в том числе и канадскими войсками». Бивор делает упор на то, что большинство городского населения было шокировано всеми произошедшими событиями, он приводит слова английского солдата, вспоминавшего, что «большинство… женщин плакало от горя и мучений». 12 июня французское Сопротивление передало англичанам, что в районе находящихся неподалёку мужского аббатства и больницы Бон Совёр прячутся беженцы и поэтому попросило англичан не бомбить эти места. Британцы дали французам необходимые заверения и, действительно, в ходе последующих действий эти места не были затронуты. Грей отмечает, что после войны люди стали считать свой город её жертвой — это ощущение сохраняется и по сей день, оно отражено также и в городском военном мемориале.